# Нажми на газ
«Нажми на газ» — сьомий альбом російського рок-гурту «Сектор газа», який був випущений в березні 1993 року.

## Список композицій
1. «Нажми на газ» — 1:56
2. «Кабак» — 3:52
3. «Подвал» — 3:06
4. «Девушка» — 3:17
5. «Суд» — 3:56
6. «Взял вину на себя» — 3:14
7. «Оборотень» — 3:34
8. «Мажор» — 0:50
9. «Лирика» — 4:20
10. «Дурак» — 3:22
11. «Тёща» — 3:47
12. «Мумия» — 4:38
13. «Репетиция» — 5:07

## Музиканти

### Студійний склад гурту
- Юрій Клинських — вокал, гітара, клавішні
- Ігор Жирнов — лідер-гітара
- Сергій Тупікін — бас-гітара (1,13)
- Олексій Ушаков — клавішні (8,13)

### Концертний склад гурту
- Юрій Клинських — вокал
- Вадим Глухов — гітара
- Віталій Сукочев — бас-гітара
- Олександр Якушев — барабани
- Олексій Ушаков — клавішні

## Інформація
- Дата выпуска: Березень 1993 року
- Студія: «Gala Records»
- Музика, слова, аранжування: Юрій Клинських